# 속초청해학교
속초청해학교는 강원특별자치도 속초시 장사동에 위치한 공립     특수학교다. 지적장애 학생을 위한 특수교육기관으로 유치부, 초등부, 중학부, 고등부, 전공과를 두고 있다.

## 연혁
- 2007년 3월 1일 : 개교